# Нагорода імені Ірвінга Тальберга
Нагорода імені Ірвінга Тальберга (англ. The Irving G. Thalberg Memorial Award) — премія Американської академії кіномистецтва, яку присуджують за видатний внесок у кіновиробництво та за заслуги перед академією. Нагороду названо на честь легендарного керівника виробничого підрозділу компанії Metro-Goldwyn-Mayer Ірвінга Тальберга. Нагородження проходить поза основною церемонією вручення Премії «Оскар». Сам приз має вигляд бюста Тальберга на паралелепіпедному постаменті.
- 1938 – Дерріл Занук
- 1939 – Гал Б. Волліс
- Інші номінанти в 1939 (єдиний рік, коли анонсувались номінації що не перемогли):
  - Семюел Голдвін
  - Джо Пастернак
  - Селзнік Девід Олівер
  - Гант Стромберг
  - Волтер Венджер
  - Дерріл Занук
- 1940 – Селзнік Девід Олівер
- 1942 – Волт Дісней
- 1943 – Сідні Франклін
- 1944 – Гал Б. Волліс
- 1945 – Дерріл Занук
- 1947 – Семюел Голдвін
- 1949 – Джеррі Волд
- 1951 – Дерріл Занук
- 1952 – Артур Фрід
- 1953 – Сесіль Блаунт Де Мілль
- 1954 – Джордж Стівенс
- 1957 – Бадді Адлер
- 1959 – Джек Ворнер
- 1962 – Стенлі Крамер
- 1964 – Сем Шпігель
- 1966 – Вільям Вайлер
- 1967 – Роберт Вайз
- 1968 – Альфред Хічкок
- 1971 – Інгмар Бергман
- 1974 – Лоуренс Вайнгартен
- 1976 – Мервін ЛеРой
- 1977 – Пандро С. Берман
- 1978 – Волтер Міріш
- 1980 – Рей Старк
- 1982 – Альберт Р. Брокколі
- 1987 – Стівен Спілберг
- 1988 – Біллі Вайлдер
- 1991 – Девід Браун і Річард Занук
- 1992 – Джордж Лукас
- 1995 – Клінт Іствуд
- 1997 – Сол Заенц
- 1999 – Норман Джевісон
- 2000 – Воррен Бітті
- 2001 – Діно Де Лаурентіс
- 2009 – Джон Каллі
- 2010 – Френсіс Форд Коппола

Нагорода не видавалась в таких роках: 1941, 1946, 1948, 1950, 1955, 1956, 1958, 1960, 1961, 1963, 1965, 1969, 1970, 1972, 1973, 1975, 1979, 1981, 1983—1985, 1987, 1989, 1990, 1993, 1994, 1996, 1998, 2002—2008.